# Bảng chữ cái Latinh cơ bản của ISO
Bảng chữ cái Latinh cơ bản ISO là một phiên bản của bảng chữ cái Latinh và được tạo thành từ hai bộ 26 chữ cái, giống như bảng chữ cái tiếng Anh, được hệ thống hóa thêm nhiều tiêu chuẩn quốc gia và quốc tế khác nhau và được sử dụng rộng rãi trong giao tiếp quốc tế.
Hai bộ gồm 26 chữ cái sau mỗi bộ:
| A | B | C | D | E | F | G | H | I | J | K | L | M | N | O | P | Q | R | S | T | U | V | W | X | Y | Z |
| - | - | - | - | - | - | - | - | - | - | - | - | - | - | - | - | - | - | - | - | - | - | - | - | - | - |
| a | b | c | d | e | f | g | h | i | j | k | l | m | n | o | p | q | r | s | t | u | v | w | x | y | z |